# ملک‌باغی (کمیجان)
ملک‌باغی یک روستا در ایران است که در شهرستان فراهان استان مرکزی واقع شده‌است.

## جمعیت
این روستا در دهستان خنجین قرار دارد و براساس سرشماری مرکز آمار ایران در سال ۱۳۸۵، جمعیت آن ۳۱ نفر (۸ خانوار) بوده‌است.